# Kostel svatého Vojtěcha (Milavče)
Kostel svatého Vojtěcha stojí v obci Milavče v okrese Domažlice. Barokní kostel je nemovitou kulturní památkou zapsanou do státního seznamu kulturních památek pod číslem 46692/4-2143. Filiální kostel náleží pod římskokatolickou farnost Domažlice, domažlický vikariát, diecéze plzeňská.

## Historie
Kostel svatého Vojtěcha byl postaven v letech 1741–1748 na místě malé kaple, která byla v roce 1644 obnovována. Stavbu provedl pražský stavitel Antonín Spannbruckner. Původní projekt počítal se dvěma nárožními věžemi v západním průčelí, které byly postaveny do úrovně říms a dále nebyly dokončeny. Při dokončení byla postavena provizorní dřevěná zvonice. Až v roce 1831 byla postavena věž a v roce 1833 byla přistavěna sakristie.

## Popis
Kostel je samostatně stojící orientovaná jednolodní zděná omítaná stavba postavena na půdorysu čtverce s užším půlkruhovým závěrem. K čtvercové lodi v západní části přiléhá předsíň s mezi dvěma točitými schodišti na kruchtu. Západní konkávní průčelí je ukončeno v ose malou hranolovou věží se stanovou střechou. Ke kněžišti na severní straně je přistavěna sakristie. Kostel má sedlovou střechu nad závěrem valbová. Střecha je kryta taškami. Průčelí je děleno pilastry na tři osy. V ose je kamenný portál rámován edikulou s nástavcem, ve kterém je výklenek pro sochu. Nad portálem je kasulové okno v šambráně. Nad trojúhelným štítem je zděná věž s půlkruhově ukončenými okny v šambránách. Boční stěny kostela jsou členěny lizénovými rámy a okny. Okna lodi jsou kasulová, v kněžišti mají podkovovitý tvar.

### Exteriér
Do lodi se vstupuje z předsíně s dvojicí točitého schodiště na kruchtu v nedokončených věžích. Z kruchty, která je zaklenuta plackou, se vchází na malé boční empory. Loď má čtvercový půdorys o rozměrech 11,80 × 11,80 m s okosenými rohy. Stěny jsou členěny pilastry s čabrakovými hlavicemi na nichž spočívá placková klenba s osmi lunetami. Vítězný oblouk s pilastrovým obložením je zaklenut půlkruhem. Kněžiště je členěno pilastry a zaklenuto křížovou klenbou, závěr třemi výsečemi. Obdélná sakristie je zaklenuta plackou.
Stěny a strop lodi a empor pokrývá fresková výmalba s výjevy ze života svatého Vojtěcha. Některé fresky byly později neuměle přemalovány. Barokní hlavní oltář z roku 1755 nese sochy svatého Norberta a Zikmunda v životní velikosti a menší sochy svatého Ivana a Ludmily. Barokní boční oltáře z roku 1753 jsou zasvěceny svatému Vítu a Václavu. Mušlová barokní kazatelna pochází z roku 1753. Podle zápisu v misálu z roku 1690 byly oltáře a kazatelna darovány domažlickým rychtářem Vilibaldem Manětínským. Zvony byly ulity v roce 1875 plzeňskými zvonaři Juránkem a Pernerem.